# Vákár Lajos

A róla elnevezett sportközpont, a Vákár Lajos Műjégpálya

Vákár Lajos (Csíkszereda, 1910. szeptember 8. – Csíkszereda, 1993. szeptember 10.) erdélyi magyar jégkorongozó, edző. Ő a csíkszeredai Vákár Lajos Műjégpálya névadója. Nevéhez fűződik a napjainkban a legnépszerűbb csíkszeredai sportág, a jégkorong megalapítása a városban.

## Élete
Az erdélyi örmény Vákár  család leszármazottja. (örmény név: vacharrogh 'վաճառող')
1929 januárjában alakult meg Csíkszereda városának első jégkorongegyüttese Vákár Lajos és baráti körének kezdeményezésére. 1929 és 1954 között volt a csíkszeredai jégkorongcsapat játékosa, egy megszakítással 1935–37-ben (Bukarest). Három világbajnokságon is részt vett az 1930-as években a román jégkorong-válogatott tagjaként. 1949-ben és 1952-ben a bajnoki aranyérmet szerző tagjaként játszott, ezt követően 1954-ben befejezte sportolói pályafutását, ettől az évtől edzőként és tanácsadóként dolgozott Csíkszeredában.
Sebő Ödön A halálraítélt zászlóalj címet viselő könyvében azt írja le, hogy a második világháború utolsó éveiben Vákár Lajos zászlós a gyimesi határnál szolgálta a magyar hazát.

### Emlékezete
1993. szeptember 10-én hunyt el, majd a régi, vasútállomás melletti csíkszeredai temetőben helyezték örök nyugalomra. 1999. január 16-án ünnepélyes keretek között a csíkszeredai műjégpálya felvette nevét. A csíki hoki megalakulásának 75. évfordulóján, 2004-ben a műjégpálya előcsarnokában Vákár Lajos-domborművet lepleztek le. A műalkotást Sárpátki Zoltán csíkszeredai képzőművész készítette el.
Születésének 100. évfordulója alkalmából 2010. szeptember 8-án ünnepi megemlékezésre került sor a műjégpálya előcsarnokában, ahol Moldován József  távközlési államtitkár díszoklevelet nyújtott át Csiszér Elődnek, Vákár Lajos unokájának. A Román Posta és a Harfila – a Hargitai Bélyeggyűjtők Egyesülete által szervezett ünnepségen továbbá jelen volt Tánczos Barna államtitkár, a Román Jégkorong Szövetség elnöke, Ráduly Róbert Kálmán, Csíkszereda polgármestere, illetve a neves sportember családja. A rendezvény házigazdája Barti Tihamér, a Román Posta Hargita megyei igazgatója. Moldován József  távközlési államtitkár közbenjárására a Román Posta Vákár Lajos portréját mintázó emlékbélyegzőt és a nevét viselő sportlétesítményt megörökítő képeslapot készített.
Nevét viseli a 622006 Vákárlajos kisbolygó.